# Albrecht Feibel

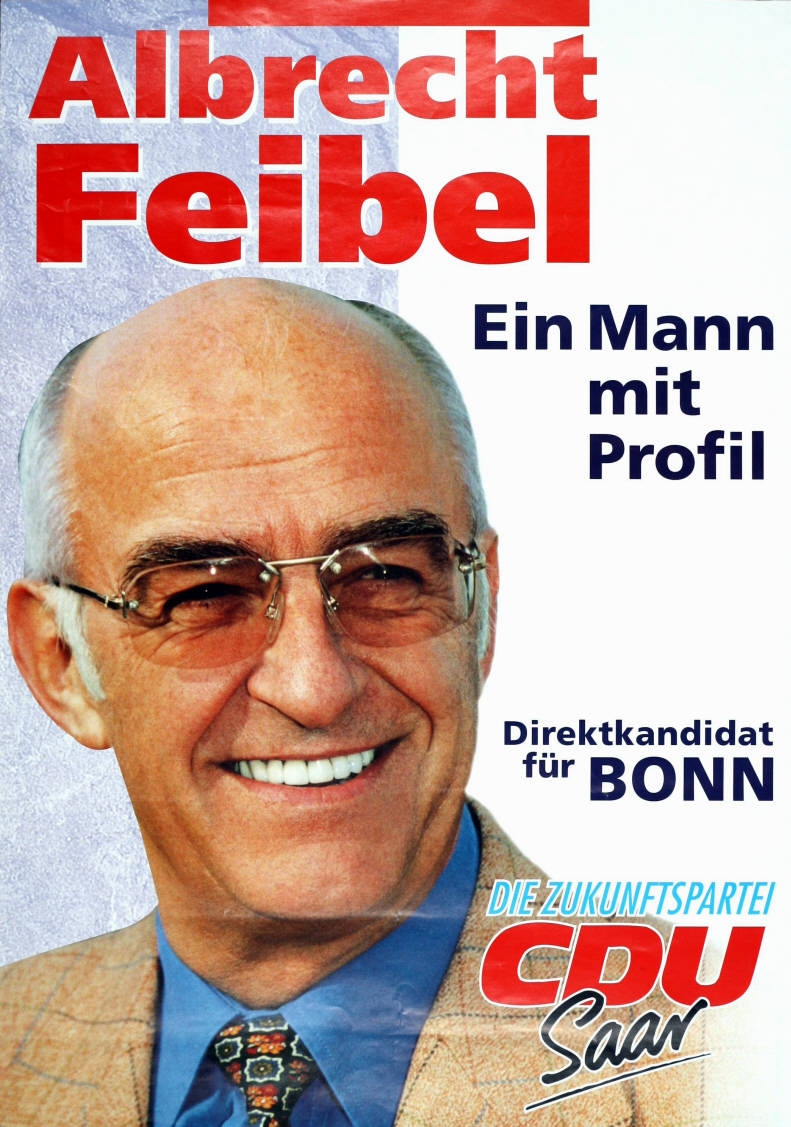
Kandidatenplakat Albrecht Feibels zur Bundestagswahl 1998

Albrecht Feibel (* 1. März 1940 in Friedrichroda, Thüringen; † 30. Oktober 2011 in Ormesheim) war ein deutscher Politiker (CDU).

## Leben
Feibel absolvierte nach der Schule eine Ausbildung zum Groß- und Außenhandelskaufmann. Ab 1965 arbeitete er als Reiseverkehrskaufmann und machte sich in dieser Branche 1985 selbstständig. Von 1986 bis 1995 war er Bundesvorsitzender des ASR-Bundesverbandes mittelständischer Reiseunternehmer. Er war Mitglied des Bund Katholischer Unternehmer (BKU).
1965 trat er in die CDU Saar ein. Von 1982 bis 1992 war er stellvertretender Landesvorsitzender. Von 1990 bis 1999 war er Mitglied im Saarländischen Landtag und dort in den Themenfeldern Wirtschafts- und Verkehrspolitik tätig.
Feibel wurde über die Landesliste Saarland in den Bundestag gewählt und war von 1999 bis 2005 Mitglied des Deutschen Bundestages. 
2008 bis zu seinem Tode war Albrecht Feibel Schatzmeister der CDU Saar.
Er wohnte in Mandelbachtal.

## Ehrungen
- 2006: Verdienstorden des Saarlandes
- 2011: Verdienstkreuz 1. Klasse der Bundesrepublik Deutschland